# Cantón de Selles-sur-Cher
El cantón de Selles-sur-Cher (en francés canton de Selles-sur-Cher) es una división administrativa francesa del departamento de Loir y Cher, en la región Centro-Valle de Loira.

## Geografía
Este cantón es organizado alrededor de Selles-sur-Cher en el distrito de Romorantin-Lanthenay.

## Composición hasta 2015
- Billy
- Gièvres
- Gy-en-Sologne
- Lassay-sur-Croisne
- Mur-de-Sologne
- Rougeou
- Selles-sur-Cher
- Soings-en-Sologne

## Composición actual
- Billy
- Châtres-sur-Cher
- Gièvres
- Gy-en-Sologne
- La Chapelle-Montmartin
- Langon-sur-Cher
- Lassay-sur-Croisne
- Maray
- Mennetou-sur-Cher
- Mur-de-Sologne
- Orçay
- Pruniers-en-Sologne
- Saint-Julien-sur-Cher
- Saint-Loup
- Selles-sur-Cher
- Theillay
- Villefranche-sur-Cher

## Demografía
| 8 704 | 9 210 | 10 059 | 10 508 | 10 361 | 10 850 | 11 256 | 21 776 |
| Para los censos de 1962 a 1999 la población legal corresponde a la población sin duplicidades (Fuente: INSEE [Consultar]) |       |        |        |        |        |        |        |